# Бела Шебешћен
Бела Шебешћен (мађ. Sebestyén Béla, Stern Béla; 23. јануар 1886) је био мађарски фудбалер, репрезентативац који је играо нанападачким позицијамач. Био је члан репрезентације на Олимпијским играма у Стокхолму 1912. Брат је глумаца Гезе Шебешћена, Јеноа, Дежеа, Михаља и фудбалера Ђуле.
Бела Шебешћен, који је био Јеврејског порекла, играо је за клуб МТК.  Заступао је своју земљу на међународном нивоу, учествујући у 24 утакмице од 1906. до 1912. године, укључујући и Летње олимпијске игре 1912. године. Касније је био тренер и тренирао МТК. Постао је тренер и водио је МТК. Освојио је једно национално првенство и два национална купа. Током периода од 1906. до 1912. године, одиграо је 24 утакмице за репрезентацију Мађарске и постигао два гола. Шебешћен је био члан мађарског олимпијског тима 1912. године и, заједно са Шандором Боднаром, сматран је за једног од најбољих десних крила у Европи. Завршио је своју фудбалску каријеру у 28. години, услед тешке повреде.

## Достигнућа

### Играч
- Летње олимпијске игре
  - 5.: 1912. Стокхолм
- Првенство Мађарске
  - шампион: 1907/08